# 2010년 동계 올림픽과 패럴림픽 마스코트
2010년 동계 올림픽 마스코트와 패럴림픽 마스코트는 2007년 11월 27일에 발표되었다.

## 마스코트 소개
마스코트들은 북아메리카 원주민 신화에서 유래 되었는데 다음과 같다.
- 미가 - 북극곰이며, 반은 범고래 반은 커모드 곰이다.
- 콰치 - 빅풋(bigfoot)이다. 브리티시컬럼비아의 알려지지 않은 숲에서 왔으며 아이스 하키의 골키퍼가 되고 싶어한다.
- 수미 - 동물들의 수호정령으로 천둥새의 날개를 가지고, 아메리카흑곰의 다리를 가졌으며 범고래 모자를 썼다. 브리티시컬럼비아의 산에서 산다.
- 묵묵 - 밴쿠버 마멋으로 '작고 친절하게' 묘사되었다. 묵묵은 공식 마스코트는 아니지만 마스코트들의 친구다. 2008년 12월부터 다른 마스코트처럼 봉제완구로 만들어졌지만 실물크기로는 아직 만들어지지 않았다.

미가와 콰치는 올림픽 마스코트이고, 수미는 패럴림픽 마스코트이다.
마스코트는 밴쿠버에 위치한 메오미디자인이 만들었다. 일반인에게 첫 공개는 서리에 위치한 벨 퍼포밍 아트센터(Bell Performing Arts Centre)에서 학생 800명 앞에서 했다. 올림픽과 패럴림픽 마스코트가 동시에 공개되는 것은 이번이 처음이다. 참고로 이 둘은 바다탐험대 옥토넛의 저자이다.

## 마스코트 모습

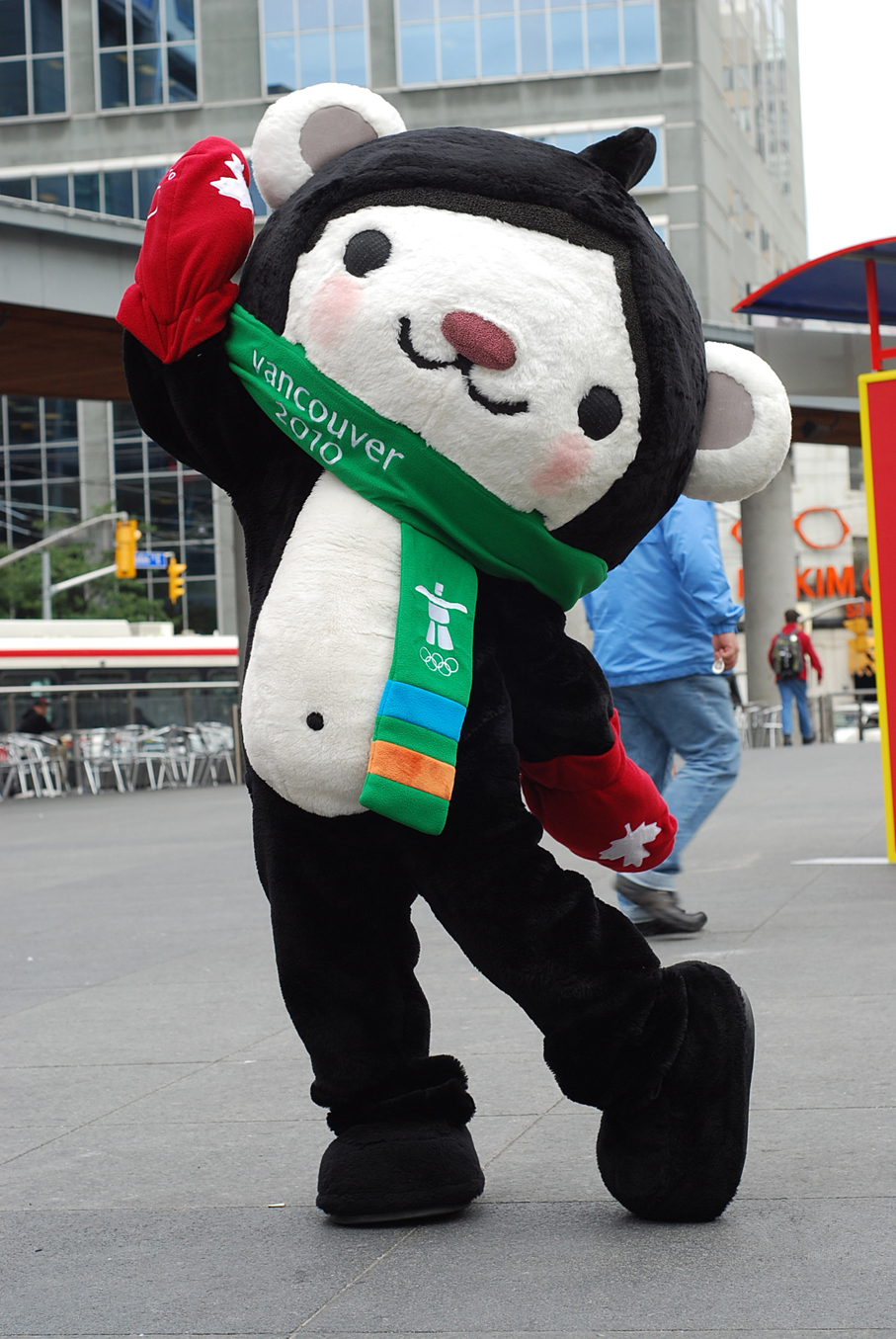
미가의 실물크기
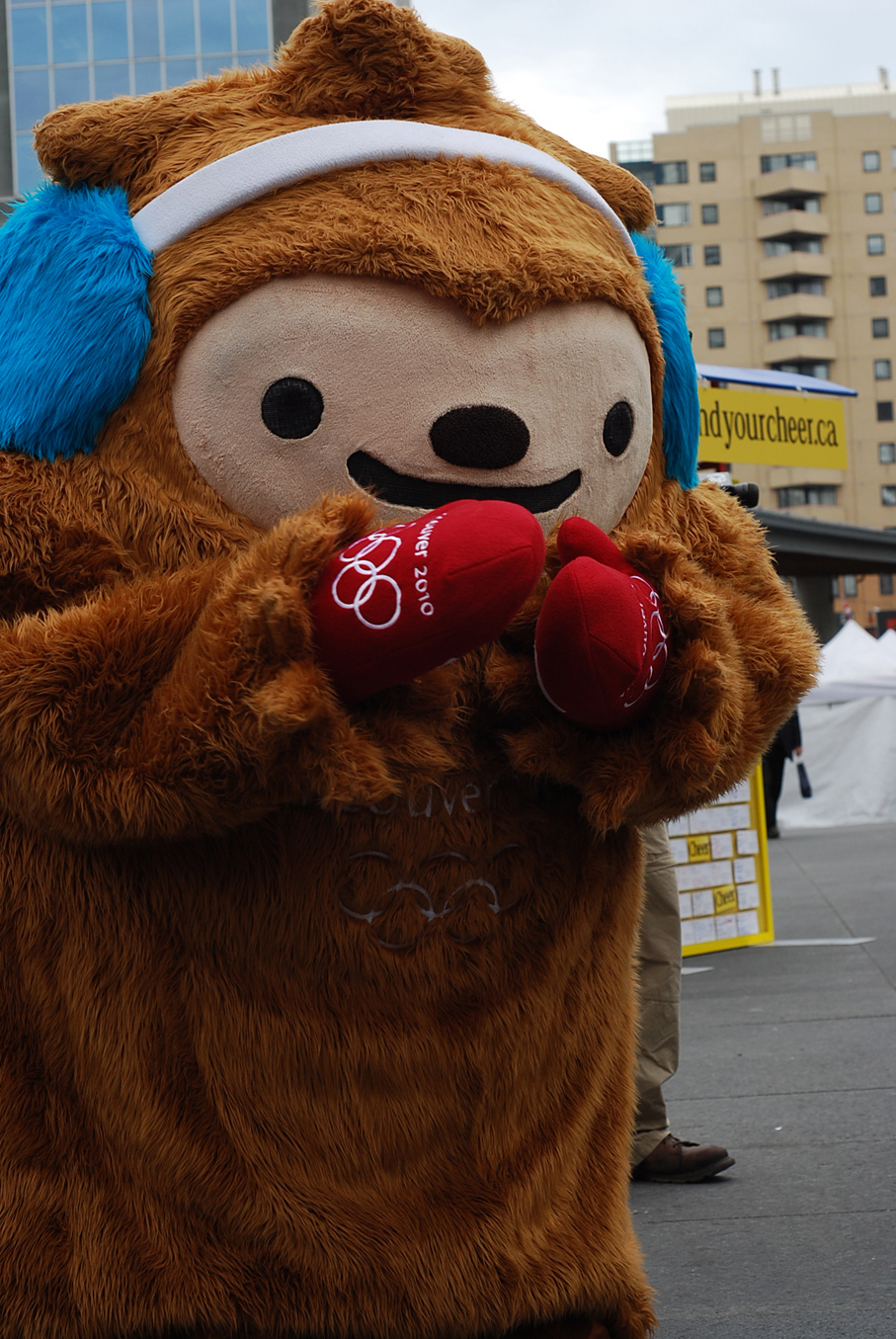
콰치의 실물크기

## 같이 보기
- 2010년 동계 올림픽
- 키메라
- 범고래
- 천둥새
- 흑곰
- 빅풋
- 예술 속의 빅풋
- 밴쿠버 마멋